# Prova de Cooper
La prova de Cooper és una prova de condició física. Serveix per a mesurar la resistència aeròbica i també el VO₂ màx. (consum màxim d'oxigen), és a dir la quantitat d'oxigen a la sang. La prova va ser dissenyada pel doctor Kenneth H. Cooper el 1968 per a l'exèrcit dels Estats Units i consisteix a córrer la màxima distància possible durant 12 minuts.
Avui dia, a part d'usar-se en escoles o instituts (ESO) també es fa servir com a mitjà de classificació dels aspirants a accedir als cossos de policia, bombers, àrbitres de la Lliga de Futbol Professional, etc.
Hi ha diverses taules que s'usen per a avaluar els resultats. A continuació n'hi ha tres: la primera classifica la condició física com a molt bona, bona, mitjana, dolenta i molt dolenta per a persones entre 13 i 20 anys; la segona per a persones entre 20 i 50 anys, i la tercera per a atletes experimentats. La distància es presenta en metres.
| Edat  | Sexe | Molt bona | Bona          | Mitjana       | Dolenta       | Molt dolenta |
| ----- | ---- | --------- | ------------- | ------------- | ------------- | ------------ |
| 13-14 | H    | 2700+ m   | 2400 - 2700 m | 2200 - 2399 m | 2100 - 2199 m | 2100- m      |
| 13-14 | D    | 2000+ m   | 1900 - 2000 m | 1600 - 1899 m | 1500 - 1599 m | 1500- m      |
| 15-16 | H    | 2800+ m   | 2500 - 2800 m | 2300 - 2499 m | 2200 - 2299 m | 2200- m      |
| 15-16 | D    | 2100+ m   | 2000 - 2100 m | 1700 - 1999 m | 1600 - 1699 m | 1600- m      |
| 17-20 | H    | 3000+ m   | 2700 - 3000 m | 2500 - 2699 m | 2300 - 2499 m | 2300- m      |
| 17-20 | D    | 2300+ m   | 2100 - 2300 m | 1800 - 2099 m | 1700 - 1799 m | 1700- m      |

| Edat  | Sexe | Molt bona | Bona          | Mitjana       | Dolenta       | Molt dolenta |
| ----- | ---- | --------- | ------------- | ------------- | ------------- | ------------ |
| 20-29 | H    | 2800+ m   | 2400 - 2800 m | 2200 - 2399 m | 1600 - 2199 m | 1600- m      |
| 20-29 | D    | 2700+ m   | 2200 - 2700 m | 1800 - 2199 m | 1500 - 1799 m | 1500- m      |
| 30-39 | H    | 2700+ m   | 2300 - 2700 m | 1900 - 2299 m | 1500 - 1899 m | 1500- m      |
| 30-39 | D    | 2500+ m   | 2000 - 2500 m | 1700 - 1999 m | 1400 - 1699 m | 1400- m      |
| 40-49 | H    | 2500+ m   | 2100 - 2500 m | 1700 - 2099 m | 1400 - 1699 m | 1400- m      |
| 40-49 | D    | 2300+ m   | 1900 - 2300 m | 1500 - 1899 m | 1200 - 1499 m | 1200- m      |
| 50+   | H    | 2400+ m   | 2000 - 2400 m | 1600 - 1999 m | 1300 - 1599 m | 1300- m      |
| 50+   | D    | 2200+ m   | 1700 - 2200 m | 1400 - 1699 m | 1100 - 1399 m | 1100- m      |

| Sexe | Molt bona | Bona          | Mitjana       | Dolenta       | Molt dolenta |
| ---- | --------- | ------------- | ------------- | ------------- | ------------ |
| Home | 3700+ m   | 3400 - 3700 m | 3100 - 3399 m | 2800 - 3099 m | 2800- m      |
| Dona | 3000+ m   | 2700 - 3000 m | 2400 - 2699 m | 2100 - 2399 m | 2100- m      |